# 鄭珉台
鄭珉台（정민태，1970年3月1日—）韓國職棒投手，生於仁川廣域市。擅長投變化球，1991年因為逃避兵役而遭到巨額罰款，1999年亞錦賽決賽對中華隊先發，主投七局僅失二分，2003年拿下韓國最多勝投手。

## 外部連結
- 鄭珉台在日本職棒（英语）
- 鄭珉台在韓國職棒（投手）（英语）
- 鄭珉台在Baseball-Reference.com（小聯盟以及海外聯盟）（英语）
- 鄭珉台在Olympedia（英语）